# Кутаб
Кута́б, или гута́б (азерб. qutab, татск. gitob, туркм. gutap) — мучное блюдо азербайджанской, татской и туркменской кухонь, тонкий пирожок в форме полукруга из пресного теста с начинкой. В качестве начинки используют мясо, зелень, тыкву, зёрна граната, сыр, лук. Готовят кутабы в основном весной и осенью. Обычно часто готовят весной с появлением молодой зелени.
В качестве мясной начинки часто используют баранину (или бараньи потроха), в прошлом кутабы делали также из верблюжатины. Вильям Похлёбкин в разделе «Азербайджанская кухня» своей книги «Национальные кухни наших народов» отмечает традиционное приготовление кутабов в таких крупных городах как Баку, Шемахы, Гянджа.
В Гусарском районе Азербайджана распространены лезгинские кутабы — афар. В Лерике их называют «терели кята» (тере — зелень) и выпекают на садже.